# Andrei Vlasov
Generalul Andrei Andreievici Vlasov (în rusă Андрей Андреевич Власов; n. 1/14 septembrie 1901, Lomakino⁠(d), Sergachsky Uyezd⁠(d), gubernia Nijni Novgorod, Imperiul Rus – d. 1 august 1946, Moscova, RSFS Rusă, URSS) a fost un general de armată sovietic care a colaborat cu Germania Nazistă în timpul celui de-al doilea război mondial.

## Tinerețea și începuturile carierei militare
Andrei Vlasov s-a născut în Lomakino, Regiunea Nijni Novgorod, și a început să studieze la un seminar ortodox rus. A părăsit seminarul după victoria revoluției bolșevice și pentru scurtă vreme a fost student la un institut agricol. În 1919 a intrat în rândurile Armatei Roșii, participând la lupte în Ucraina, Caucaz și Crimeea. S-a remarcat în lupte, avansând pas cu pas în ierarhia militară sovietică.
Andrei Vlasov a devenit membru al partidului comunist în 1930. A fost trimis în China pe postul de consilier militar al lui Chiang Kai-shek. După reîntoarcerea în URSS, s-a ocupat de reorganizarea Armatei a 99-a sovietice, câștigând un deosebit respect pentru munca depusă. După izbucnirea celui de-al doilea război mondial, Vlasov a devenit unul dintre generalii favoriți ai lui I. V. Stalin. A jucat un rol de primă importanță în timpul luptelor pentru apărarea Moscovei. Pentru contribuția sa la apărarea capitalei, poza lui Vlasov a fost tipărită alături de fotografiile altor ofițeri superiori sovietici în ziarul Pravda sub titlul "Apărătorii Moscovei". Descris de unii istorici ca un personaj "carismatic", Vlasov a fost decorat pentru faptele de arme pe 24 ianuarie 1942 cu Ordinul Steagul Roșu. După succesul sovietic din fața porților Moscovei, Vlasov a fost numit la comanda unei forțe de intervenție, a cărei sarcină era spargerea încercuirii germane și ridicarea asediului orașului-simbol Leningrad. Expediția condusă de Vlasov a fost un dezastru, iar Armata a II-a de Lovire (2-ая Ударная Армия), a fost încercuită și distrusă în iunie 1942.

## Trecerea de partea germanilor
După încercuirea armatei sale, lui Vlasov personal i s-a oferit un plan de evacuare. Generalul a refuzat să-și abandoneze soldații și s-a strecurat în zona ocupată de germani și a încercat să se ascundă. După zece zile de căutare, generalul a fost capturat de germani pe 12 iulie 1942, fiind trădat de un țăran local. Vlasov a fost interogat de generalul german Georg Lindemann. Cei doi au discutat despre detaliile încercuirii și ale bătăliei, după care prizonierul a fost trimis într-o închisoare specială pentru ofițerii de rang înalt în Vinnița.
Vlasov a pretins mai târziu că în cele 10 zile în care s-a ascuns a ajuns să dezvolte convingeri antibolșevice, ajungând să creadă că Stalin este cel mai mare dușman al poporului rus. Criticii lui Vlasov, (precum mareșalul Chirill Merețkov și alți istorici militari sovietici sau ruși), susțin că generalul a decis să adopte o poziție progermană în închisoare din considerente care țineau mai degrabă de oportunism și carierism, dar și de frica represaliilor din partea lui Stalin pentru pierderea ultimei bătălii.

## Prizonieratul german
În timpul în care se afla în închisoare, Vlasov l-a întâlnit pe căpitanul Wilfried Strik-Strikfeldt, un etnic german originar din regiunea baltică, care făcuse mai multe tentative pentru organizarea unei Mișcări Ruse de Eliberare. Strikfeldt, l-a convins pe Vlasov să se implice în acest proiect politico-militar.
Vlasov a fost dus la Berlin, fiind preluat de departamentul de propagandă al Wehrmachtului. Aici, Vlasov și alți ofițeri sovietici prizonieri la germani au început să facă planuri pentru crearea unui guvern provizoriu rus și pentru recrutarea unei armate pentru eliberarea Rusiei de sub dominația comunistă, armată care ar fi trebuit să se afle sub comandă rusă.
Vlasov a fondat Comitetul Rus de Eliberare în speranța organizării unei Armata Rusă de Eliberare – ROA (Russkaia Osvoboditelnaia Armia). Împreună cu alți generali sovietici captivi la germani, Vlasov plănuia să răstoarne regimul stalinist și să creeze un stat independent rus. Un număr de soldați ruși prizonieri de război, sau care au citit volantele cu proclamația generalului, s-au arătat interesați să devină membri ai acestei armate.
În primăvara anului 1943, Vlasov a scris o proclamație ("Proclamația de la Smolensk") răspândită mai apoi prin foi volante parașutate peste teritoriile controlate de sovietici an anti-Bolshevik leaflet. Mai multe mii de soldați sovietici au dezertat și au trecut de partea germanilor ca urmare a acestei acțiuni.
Deși nu a existat o adevărată Armată Rusă de Eliberare, departamemtul nazist de propagandă a asigurat distribuirea unor însemne militare al ROA tuturor voluntarilor ruși și a încercat să folosească renumele lui Vlasov pentru a încuraja dezertările.
Câteva sute de mii de foști cetățeni sovietici au luptat în cadrul armatei germane folosind aceste însemne militare, dar ei nu s-au aflat niciodată sub comanda directă a lui Vlasov.
Hitler era îngrijorat de intențiile lui Vlasov. Într-un discurs ținut pe 3 aprilie 1943 în fața Înaltului Comandament German, Hitler a declarat că o asemenea armată nu trebuia să fie creată niciodată și a ordonat ca toate eforturile pentru crearea respectivei forțe militare să înceteze, sprijinitorii din armata germană a inițiativelor lui Vlasov trebuind să fie izolați. Hitler se temea că Vlasov ar fi putut să-l răstoarne pe Stalin și să creeze o Rusie independentă, ceea ce ar fi contravenit planurilor de expansiune nazistă până la Munții Urali. Au fost luate măsuri împotriva voluntarilor est-europeni, în mod special împotriva celor ruși, aceștia fiind transferați pe frontul de vest.
Vlasov a primit permisiunea să facă mai multe călătorii în zonele ocupate de germani în Rusia, de exemplu în regiunea Pskov, unde a avut loc o paradă a voluntarilor ruși. Populația rusă a avut reacții amestecate la adresa inițiativelor lui Vlasov. Vlasov a făcut la Pskov o greșeală politică care putea să-i fie fatală, numindu-i într-un discurs pe germani "oaspeți", o poziție considerată inacceptabilă de Hitler. Vlasov a fost arestat la domiciliu și a fost amenințat că va fi predat Gestapoului. Vlasov a amenințat că va demisiona și se va reîntoarce în lagărul de prizonieri, dar a fost convins să renunțe în ultima clipă de unii dintre colaboratorii apropiați.
Doar în septembrie 1944 au fost germanii de acord să-i dea undă verde lui Vlasov să creeze Armata Rusă de Eliberare, în principal datorită intervențiilor lui Heinrich Himmler, inițial un oponenet virulent al lui Vlasov. Vlasov a format și prezidat Comitetul pentru Eliberarea Popoarelor Rusiei și și-a făcut cunoscute intențiile prin Proclamația de la Praga de pe 14 noiembrie 1944. Vlasov a sperat să poată organiza congres panslav de eliberare, dar această inițiativă i-a fost interzisă.

## Comandant al ROA
Singura ocazie în care Andrei Vlasov a trebuit să lupte împotriva Armatei Roșii a fost pe 11 februarie 1945, pe râul Oder. După trei zile de luptă împotriva unei forțe sovietice copleșitoare ca efective și dotare, Divizia I a ROA a fost forțată să se retragă spre sud spre Praga. Pe 6 mai 1945, Vlasov a primit o cerere din partea comandantului sus-menționate divizii, generalul Seghei Buniacenko, pentru a-i permite să întoarcă armele împotriva fortelor SS și să vină în ajutorul insurgenților din Praga. La început, Vlasov nu a fost de acord, iar mai apoi i-a acordat lui Buniacenko permisiunea să acționeze. Unii dintre istorici afirmă că nemulțumirile ROA față de atitudinea germanilor a provocat schimbarea lor de poziție, în vreme ce alți istorici mai critici consideră că singurul scop al acestei acțiuni a fost captarea bunăvoinței aliaților occidentali și posibil și a sovieticilor.
Două zile mai târziu, Divizia I a fost forțată să părăsească Praga datorită acțiunilor partizanilor comuniști cehi care începuseră să rețină soldații ROA cu intenția vădită de a-i preda sovieticilor. În acest moment, Andrei Vlasov a primit o ofertă să fugă cu un avion în Spania, îmbrăcat în haine civile. Vlasov a refuzat din nou să-și părăsească soldații.
Andrei Vlasov și restul forțelor de sub comanda sa, au încercat să se îndrepte către apus, unde sperau că se vor putea preda aliaților occidentali, lucru care l-au și reușit pe 10 mai 1945.

## Ultimele zile
Vlasov a fost luat prizonier de americani și a fost închis în orașul Tyrol. Vlasov și generalii săi au încercat să discute cu britanicii și americanii pentru a le explica principiile mișcării de eliberare, reușind în cele din urmă să primească pentru o scurtă perioadă de timp azil pentru militarii ROA. Comandanții aliați erau puternic divizați în ceea ce privește prizonierii ROA. În vreme ce unii dintre ofițeri îi considerau simpli trădători, alții priveau cu simpatie cauza lor, dar se temeau să nu se supună ordinelor superiorilor lor care încercau să nu pericliteze bunele relații cu Stalin.
Pe 12 mai, în timpul deplasării de la interogatoriul cu un ofițer american, mașina în care se afla Vlasov a fost încercuită de o subunitate sovietică. Escorta americană a generalului a refuzat să se lupte cu sovieticii și Vlasov a fost arestat. Alți membri ai ROA au fost repatriați forțat în URSS. Cea mai mare parte a acestor militari au fost executați sau au fost internați în GULAG.
Autoritățile militare sovietice de pe front l-au trimis pe Vlasov la Moscova. Aici a fost ținut prizonier în închisoarea Lubianka. După un proces sumar din vara anului 1946, președintele de ședință Victor Abakumov i-a condamnat pe Andrei Vlasov și alți 11 ofițeri superiori din armata sa la moarte. Cei 12 ai fost executați prin spânzurare pe 1 august 1946.

## Memorialul

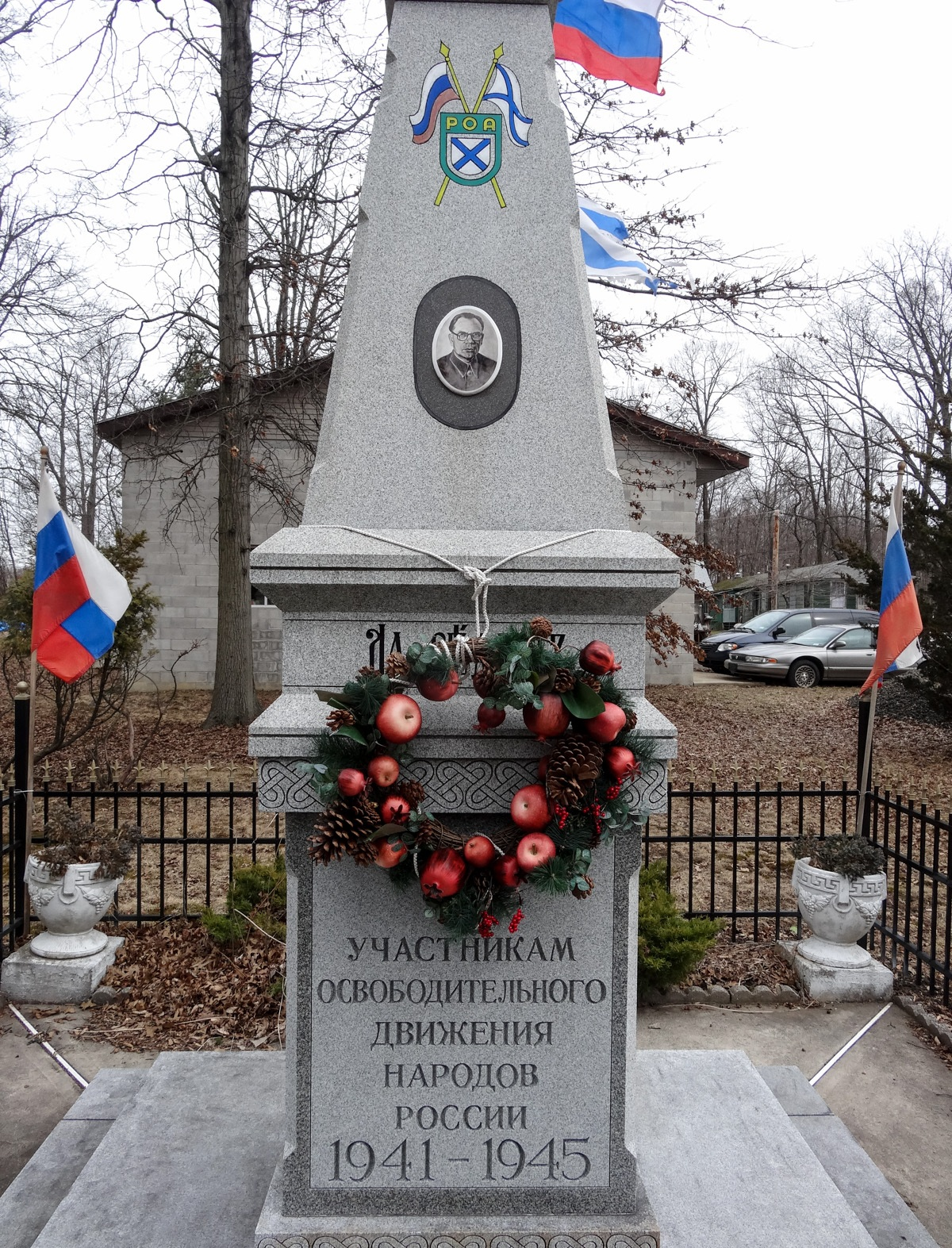
Memorialul din New York

Supraviețuitori ai Mișcării Ruse de Eliberare i-au ridicat un monument generalului Vlasov la cimitirul Mănăstirii Ortodoxe Ruse Novo Deveevo din Nanuet, New York. De două ori pe ani este ținut un serviciu în memoria generalului Vlasov și a combatanților ROA, a două duminică după Paștele ortodox (Paștele Blajinilor) și pe 1 august.

## Rejudecarea cazului
În 2001, o organizatie socială rusă "Oбщественное движение" ("Mișcarea obștească"), au făcut apel la un procuror militar pentru revizuirea cazului lui Vlasov. Procurorul militar, un veteran al Armatei Roșii din al doilea război mondial, a ajuns la concluzia că prevederile legii reabilitării victimelor represiunii politice nu pot fi aplicate și în cazul lui Vlasov și a refuzat să ia în considerație cazul. 
Oricum, Articolul 58 (agitație antisovietică) în baza căruia a fost condamnat Valsov, a fost eliminat din Codul Penal al Rusiei.